# Mirador Volleyball 2011
Questa voce raccoglie le informazioni riguardanti il Mirador Volleyball nella stagione 2011.

## Stagione
Il Mirador Volleyball partecipa al campionato mondiale per club 2011 come rappresentante della NORCECA, terminando il torneo al quarto posto.

## Organigramma societario
Area direttiva
- Presidente: Ricardo Arias

Area tecnica
- Allenatore: Wilson Sánchez
- Assistente allenatore: Cristian Cruz

Area medica
- Medico: Víctor Figueroa
- Fisioterapista: Mirtha Holguin

## Rosa
| N° | Nome                | Ruolo | Data di nascita   | Nazionalità sportiva |
| -- | ------------------- | ----- | ----------------- | -------------------- |
| 1  | Marianne Fersola    | C     | 19 gennaio 1992   | Rep. Dominicana      |
| 2  | Erasma Moreno       | S     | 25 novembre 1991  | Rep. Dominicana      |
| 5  | Deborah Constanzo   | O     | 12 settembre 1994 | Rep. Dominicana      |
| 6  | Carmen Casó         | L     | 29 novembre 1981  | Rep. Dominicana      |
| 8  | Pamela Soriano      | C     | 3 giugno 1996     | Rep. Dominicana      |
| 9  | Celenia Toribio     | C     | 17 luglio 1994    | Rep. Dominicana      |
| 10 | Yeniffer Ramírez    | P     | 17 marzo 1993     | Rep. Dominicana      |
| 11 | Jeoselyna Rodríguez | O     | 9 dicembre 1991   | Rep. Dominicana      |
| 12 | Francia Jackson     | P     | 8 novembre 1975   | Rep. Dominicana      |
| 13 | Yonkaira Peña       | S     | 10 maggio 1993    | Rep. Dominicana      |
| 14 | Erika Mota          | S     | 10 gennaio 1995   | Rep. Dominicana      |
| 15 | Brayelin Martínez   | S     | 11 settembre 1996 | Rep. Dominicana      |

## Statistiche

### Statistiche di squadra
| Competizione        | Punti | In casa | In casa | In casa | In trasferta | In trasferta | In trasferta | Totale | Totale | Totale |
| Competizione        | Punti | G       | V       | P       | G            | V            | P            | G      | V      | P      |
| ------------------- | ----- | ------- | ------- | ------- | ------------ | ------------ | ------------ | ------ | ------ | ------ |
| Campionato mondiale | 2     | -       | -       | -       | -            | -            | -            | 4      | 1      | 3      |
| Totale              | -     | -       | -       | -       | -            | -            | -            | 4      | 1      | 3      |

G = partite giocate; V = partite vinte; P = partite perse